# Psalter (instrument)
|  | For 'Davids psalter' se Psalter (bog) |
Psalter eller psalterium (græsk ψαλτήριον) er et gammelt strengeinstrument, en slags harpe, hvis strenge blev anslået med et plekter eller med fingrene. Det forekommer allerede hos hebræerne og blev senere oprindelsen til spinettet og derigennem til det moderne klaver.
Fra Daniels Bog kap.3, v.5:
"... Når I hører lyden af horn, fløjte, citer, harpe, psalter, sækkepibe og alle andre instrumenter, skal I kaste jer ned og tilbede guldstøtten, som kong Nebukadnesar har opstillet ..." | (Dan 3,5)